# Rodolphe Marchais
Pour les articles homonymes, voir Marchais.
Rodolphe Marchais, né le 8 novembre 1954 à Nantes, est un chef d'entreprise français. Il est le président-directeur général de Sabena technics et président de TAT. Il est le fils de Michel Marchais, fondateur de la compagnie aérienne TAT.

## Biographie

Logo de TAT European Airlines de 1992.

Logotype de Sabena Technics.

En 1982, il commence sa carrière dans le groupe familial TAT. Il y exerce différentes fonctions, tout d’abord en qualité de Chef de Centre à Paris Orly, et ensuite en tant que Directeur du Réseau de TAT Express, la filiale de courrier express de TAT.
En 1986, il devient directeur général de Chronopost, une coentreprise entre TAT et La Poste, spécialisée dans le courrier express. Chronopost, s’appuyant sur les 12 000 bureaux de La Poste, connaît rapidement une croissance importante.
Dès 1988, Rodolphe Marchais prend la fonction de président-directeur général de TAT Express et développe cette branche du Groupe TAT.
En 1990, il devient directeur général de TAT European Airlines, la filiale la plus importante du Groupe TAT – première entreprise française privée à exploiter un réseau de vols européens et domestiques – et est impliqué dans les négociations qui voient British Airways devenir actionnaire de la compagnie aérienne.
En 1997, lorsque le Groupe TAT vend toutes les actions de sa compagnie aérienne et de son entreprise de courrier express, Rodolphe Marchais devient Président-Directeur Général du groupe TAT, remplaçant Michel Marchais, son père, fondateur du groupe.
Dès lors, sous la direction de Rodolphe Marchais, le Groupe TAT se concentre sur ses activités de leasing et de maintenance d’avions par le biais de ses filiales TAT leasing et Sabena technics.
En une décennie, le Groupe TAT décuple son activité de maintenance et participe à un mouvement de concentration dans un marché qui reste atomisé : il acquiert successivement AOM Industries en 2000,Sabena technics (alors filiale de maintenance de Sabena, la compagnie nationale belge) en 2005 et EADS Sogerma Services ainsi qu’EADS Barflied en 2007 et fait de sa filiale Sabena technics le troisième acteur indépendant mondial du secteur.
Sabena technics possède aujourd’hui les compétences et agréments  pour entretenir une large gamme d’avions moyens et gros porteurs (Airbus, Boeing, Bombardier, Embraer, ATR…) et a développé une compétence pour le maintien en condition opérationnelle des flottes de différents États, représentant aujourd’hui 40 % de son activité.
TAT leasing, basée en Irlande, a poursuivi son développement en investissant dans une flotte d’avions régionaux – essentiellement des ATR – placés en location opérationnelle auprès d’opérateurs du monde entier. L’entreprise a ainsi acquis plus de 50 ATR et offre également des services d’assistance à la vente, à l’achat, à la location et à la gestion de données techniques et financières.
Depuis 2006, le Groupe TAT, toujours sous l’impulsion de Rodolphe Marchais, a entrepris de construire des immeubles de bureaux destinés à la location et a développé un parc immobilier de 50 000 m2 s’ajoutant aux 250 000 m2 de bâtiments techniques occupés par sa filiale Sabena technics.